# Вали, Бруну
Бру́ну Миге́л Эсте́виш Ва́ли (порт. Bruno Miguel Esteves Vale) — португальский футболист, вратарь. Провёл один матч за сборную Португалии.

## Биография
Воспитанник «Порту». С сезона 2005/06 клуб «Порту», обладающий правами на футболиста, отдает его в аренду на год (каждый раз новому клубу) для обеспечения игровой практики.
В 2003 году, будучи третьим голкипером «Порту», получил вызов в сборную и дебютировал в составе национальной команды Португалии, выйдя на замену в товарищеском матче с Казахстаном на 82-й минуте.
Был дублёром Жозе Морейры на афинской Олимпиаде.
В 2006-м году был включен в заявку сборной на чемпионат мира, но за 2 недели до мундиаля повредил ногу на молодёжном чемпионате Европы и был заменён Паулу Сантушем.

## Достижения
- Обладатель Кубка Кипра: 2013